# Елизабет фон Цолерн-Нюрнберг
Елизабет фон Цолерн-Нюрнберг (на немски: Elisabeth von Zollern-Nürnberg; † 3/13 февруари 1288) от род Хоенцолерн е бургграфиня от Нюрнберг и чрез женитби и господарка на Шлюселберг и господарка на Хоенлое-Уфенхайм-Ентзе.
Тя е дъщеря на бургграф Фридрих III фон Нюрнберг († 1297) и първата му съпруга Елизабет фон Андекс-Мерания († 1272) от Андекска династия, дъщеря наследник на херцог Ото I от Мерания († 1234) и пфалцграфиня Беатрис II Бургундска († 1231). Майка ѝ Елизабет фон Андекс-Мерания е правнучка на император Фридрих Барбароса. Баща ѝ Фридрих III фон Нюрнберг се жени втори път 1275 г. за принцеса Хелена от Саксония († 1309).

## Фамилия
Елизабет фон Цолерн-Нюрнберг се омъжва пр. 17 април 1280 г. за Еберхард II фон Шлюселберг († 3 май 1284), син на Еберхард I фон Шлюселберг († 14 ноември 1243) и фон Еберщайн. Тя е втората му съпруга. Те имат една дъщеря:
- Елизабет фон Шлюселберг († 6 декември 1307), омъжена пр. 26 май 1307 г. за граф Вилхелм I фон Монфорт-Брегенц († 6 февруари 1348/8 октомври 1350)

Елизабет фон Цолерн-Нюрнберг се омъжва втори път пр. 13 март 1285 г. за граф Готфрид II фон Хоенлое-Уфенхайм-Ентзе († 1289/1290), син на господар Албрехт I фон Хоенлое-Уфенхайм († ок. 1269) и графиня Кунигунда фон Хенеберг († 1257).
Те имат децата:
- Албрехт II († 17 април/30 ноември 1312), господар на Хоенлое и Уфенхайм-Шпекфелд, женен на 7 ноември 1289 г. за графиня Аделхайд фон Берг-Шелклинген († 18 септември 1338)
- Фридрих († сл. 13 юли 1333)
- Готфрид III († 4 септември 1322), епископ на Вюрцбург (1314 – 1322)
- Конрад († 1291)
- Елизабет († сл. 1307), абатиса на Шефтерсхайм (1300)
- Херман (* пр. 1288; † сл. 1302)